# Саидова, Галина Каримовна
Галина Каримовна Саидова (узб. Galina Karimovna Saidova; род. 1956, Самарканд, УзССР, СССР) — министр экономики Республики Узбекистан (2011—2017). Член Кабинета Министров Республики Узбекистан (с 2011).

## Биография
Галина Каримовна Саидова родилась в 1956 году в Самарканде. Окончила Самаркандский кооперативный институт (ныне — Самаркандский институт экономики и сервиса) по специальности «экономист». Доктор экономических наук, профессор.
С 1987 по 1991 год — начальник отдела торговли товаров народного потребления и услуг Госплана Узбекской ССР.
В 1992 году — заместитель председателя правления акционерного объединения бирж «Тошкент».
С 1992 по 1994 год — проректор Университета мировой экономики и дипломатии.
С 1994 по 1997 год — заместитель председателя Госкомпрогнозстата Республики Узбекистан.
С 1997 по 2002 год — начальник Информационно-аналитического управления Кабинета Министров Узбекистана.
С 2002 по 2005 год — председатель Комитета по экономической несостоятельности предприятий при Министерстве экономики Узбекистана.
С 2003 по 2005 год — первый заместитель министра экономики Узбекистана, руководитель Комплекса макроэкономики и общеэкономических прогнозов.
С 2005 по 2006 год — первый заместитель министра экономики Узбекистана, председатель Государственного комитета по демонополизации, поддержке конкуренции и предпринимательства.
С 2006 по 2010 год — первый заместитель министра экономики Узбекистана по вопросам макроэкономических параметров и финансово-валютного баланса и разработки Республиканской инвестиционной программы.
С 2008 по 2010 год — директор Института прогнозирования и макроэкономических исследований при Кабинете Министров Узбекистана.
Министр внешних экономических связей, инвестиций и торговли Узбекистана (2010—2011).
Министр экономики Узбекистана (1 августа 2011 — 2017). 
С 1 ноября 2017 года по н.в. — заместитель Государственного советника Президента Узбекистана по социально-экономическим вопросам. 